# جانيت هوبس أدكيسون
جانيت هوبس أدكيسون (بالإنجليزية: Janet Hopps Adkisson)‏ مواليد 4 أغسطس 1934، هي لاعبة كرة مضرب أمريكية. حققت الوصافة في البطولة الأمريكية سنة 1959.

## النهائيات

### الزوجي المختلط: (الوصافة 1)
| الحصيلة | السنة | البطولة           | الأرضية | الشريك   | المنافس                         | النتيجة         |
| ------- | ----- | ----------------- | ------- | -------- | ------------------------------- | --------------- |
| الوصافة | 1959  | البطولة الأمريكية | عشبية   | بوب مارك | مارجريت أوزبورن دوبون نيل فريزر | 5–7, 15–13, 2–6 |